# Maxime Kretschmer
Maxime Kretschmer (* 24. März 1994 in Landsmeer; geb. Struijs) ist eine niederländische Handballspielerin.

## Karriere
Maxime Kretschmer spielte ab ihrem sechsten Lebensjahr Handball, zunächst in den Niederlanden in der HandbalAcademie, dann zeitgleich bei VOC Amsterdam. Ab 2012 spielte sie für Venus Nieuwegein, ein Jahr später erneut bei VOC. 2014 wechselte sie zum deutschen 1. Handball-Bundesliga-Verein DJK/MJC Trier sowie eine Saison später zum Handball-Bundesligisten Frisch Auf Göppingen. Ab der Saison 2018/19 spielte sie im Rückraum des Bundesligisten Bad Wildungen Vipers. Im Sommer 2022 wechselte sie zum Ligakonkurrenten SV Union Halle-Neustadt. Im Sommer 2024 schloss sie sich dem Regionalligisten ATSV Stockelsdorf an. Nachdem Kretschmer einige Spiele für Stockelsdorf bestritten hatte, schloss sie sich im November 2024 dem italienischen Erstligisten Handball Erice an.
Kretschmer nahm mit der niederländischen Nationalmannschaft an der Europameisterschaft 2022 teil.

## Privates
Kretschmer ist mit dem deutschen Handballspieler Finn Kretschmer verheiratet.